# 程序状态字
程序状态字（英語：Program status word，縮寫：PSW）是指在电脑中一段包含被操作系统和潜在硬件使用的程序状态信息的内存或硬件区域。
它经常包含一个指向下一条需要被执行指令的指针。程序状态字还通常包含一个错误状态区域和关于中断允许或禁止，超级或普通用户模式位的条件代码。